# 2025年新加坡
|        | 新加坡歷史 |
| 世紀： | 20世紀新加坡 \| 21世紀新加坡 \| 22世紀新加坡                                                                                                 |
| 年代： | 1990年代新加坡 \| 2000年代新加坡 \| 2010年代新加坡 \| 2020年代新加坡 \| 2030年代新加坡 \| 2040年代新加坡 \| 2050年代新加坡                   |
| 年份： | 2021年新加坡 \| 2022年新加坡 \| 2023年新加坡 \| 2024年新加坡 \| 2025年新加坡 \| 2026年新加坡 \| 2027年新加坡 \| 2028年新加坡 \| 2029年新加坡 |
| 紀年： | 乙巳年（蛇年）、新加坡开埠206周年、新加坡独立60周年                                                                                          |

下表整理了2025年新加坡發生的事件，包括政府主要官员、各月大事记和当年出生及逝世的人物。

## 領導人
- 總統：尚达曼
- 總理：黄循财
  - 副總理：王瑞杰、颜金勇
- 國會議長：陳川仁
- 首席大法官：梅達順

## 事件
以下所使用的货币单位均为新加坡元（SGD），所有和2019冠狀病毒病疫情相关的事件都以“CP”进行标注。

## 其他资讯

### 節慶

#### 法定假日
- 1月1日（星期三）：西曆元旦
- 1月29日（星期三）：農曆正月初一
- 1月30日（星期四）：農曆正月初二（翌日放假）
- 3月31日（星期一）：开斋节
- 4月18日（星期五）：耶穌受難日
- 5月1日（星期四）：勞動節
- 5月12日（星期一）：卫塞节/佛诞
- 6月7日（星期六）：哈芝节
- 8月9日（星期六）：国庆日
- 10月20日（星期一）：屠妖节（翌日放假）
- 12月25日（星期四）：聖誕節

#### 学校假日
- 7月2日（星期三）：青年节（翌日放假）
- 8月10日（星期日）：国庆日翌日
- 9月1日（星期一）：教师节
- 10月6日（星期一）：儿童节（仅限小学）

#### 其他节庆
新加坡民间普遍庆祝的非假日节庆如下
- 2月3日（星期一）：立春
- 2月11日（星期六）：大宝森节
- 2月15日（星期六）：全民防卫日
- 3月8日（星期六）：国际妇女节
- 4月5日（星期五）：清明節
- 4月20日（星期日）：復活節星期一
- 5月11日（星期日）：母亲节
- 5月31日（星期六）：端午節
- 6月15日（星期日）：父亲节
- 7月1日（星期二）：新加坡武裝部隊日
- 7月21日（星期一）：种族和谐日
- 8月30日（星期三）：中元节
- 9月6日（星期六）：中秋节
- 10月29日（星期三）：重陽節
- 10月31日（星期五）：萬聖夜
- 12月21日（星期日）：冬至
- 12月31日（星期三）：西曆除夕